# Каран Македонски
Каран Македонски (грч. Κάρανος, лат. Caranus; 808. п. н. е. — 778. п. н. е.) је био, према каснијој грчкој традицији, потомак Херакла, први краљ Древне Македоније и оснивач Аргејске династије. Према Херодоту је први краљ био Пердика I. Краља Карана први спомиње Теопомп.
Каран, према грчкој митологији, потиче од краља Темена. Краљ Темен је заједно с још двојицом Доранских вођа — Кресфонт ом и Аристодемом — напао и освојио микенски Пелопонез. Потом је плен подељен тако да је Кресфонт добио Спарту и Месенију, Аристодем Лаконију, а Темен Аргос. Након Теменове смрти, његови синови су међусобно заратили, а на крају је победу однео Федон који је протерао браћу. Један од браће је био и Каран, који је отишао по савет у пророчиште у Делфима. Питија му је тада рекла да оснује краљевство тамо где се налази „много дивљачи и коза“. Каран је отишао на север, пронашао такво место и тамо основао град Ајге, данас познат као Вергина.